# 日産プリンス福井販売
日産プリンス福井販売株式会社（にっさんプリンスふくいはんばい）は、福井県福井市に本社を置く、日産自動車のレッドステージ店である。通称は日産プリンス福井、プリンス福井。

## 沿革
- 1966年4月8日 - 日産自動車のサニー系の特約店として日産サニー福井設立。
- 1967年 - 武生営業所、敦賀営業所、大野営業所等、福井県内各地に営業所開設。
- 1976年 - カーランド今市開設。
- 1989年 - 全営業所をリニューアルオープン。
- 1995年 - 日産カーパレス福井を開設。
- 1999年 - 日産自動車のグローバル事業革新に基づいて二系列販売へ移行するため、日産サニー福井が「日産サティオ福井」に社名変更。
- 2002年 - 日産サティオ福井と日産プリンス福井が合併し「日産プリンス福井」として発足。

## 福井県内の日産車販売店
- 福井日産自動車

## 事業所
現在の店舗は、公式サイトの販売店検索を参照。
- 福井店・法人営業部  
  - 福井市今市町54-1
- 幾久店  
  - 福井市幾久町10-3
- 今市店  
  - 福井市今市町62-7
- 武生店  
  - 越前市芝原3-5-29
- 空港店
  - 坂井市春江町随応寺21-53-1
- 敦賀店
  - 敦賀市昭和町1-13-24
- 大野店
  - 大野市中野67-2-2
- 小浜店
  - 小浜市多田8号薮田23番地
- 日産カーパレス福井（中古車専門店）
  - 福井市今市町49-13